# Campeonato Sudamericano de Clubes de Voleibol Femenino 2014
El Sudamericano de Clubes Campeones de Voleibol Femenino 2014 se lleva a cabo del 5 al 9 de febrero de 2014 en la ciudad de Osasco, Brasil. El campeonato otorgó un cupo para el Campeonato Mundial de Clubes de la FIVB realizarse en Suiza.

## Equipos participantes
- Osasco Voleibol Clube
- SESI São Paulo
- Club Atlético Boca Juniors
- Club Universitario San Francisco Xavier
- Club Ado
- Club Universidad Politécnico
- Universidad Metropolitana de Asunción
- Club Liga Nacional

## Grupos
| Grupo A                                 | Grupo B                      |
| --------------------------------------- | ---------------------------- |
| Osasco Voleibol Clube                   | SESI São Paulo               |
| Club Atlético Boca Juniors              | Club Ado                     |
| Universidad Metropolitana de Asunción   | Club Universidad Politécnico |
| Club Universitario San Francisco Xavier | Club Liga Nacional           |

## Primera fase

### Grupo A

#### Clasificación
| Pos | Equipo                                  | PJ | PG | PP | SG | SP | PA  | PP  |
| --- | --------------------------------------- | -- | -- | -- | -- | -- | --- | --- |
| 1   | Osasco Voleibol Clube                   | 3  | 3  | 0  | 9  | 0  | 225 | 107 |
| 2   | Club Atlético Boca Juniors              | 3  | 2  | 1  | 6  | 3  | 205 | 152 |
| 3   | Club Universitario San Francisco Xavier | 3  | 1  | 2  | 3  | 8  | 169 | 240 |
| 4   | Universidad Metropolitana de Asunción   | 3  | 0  | 3  | 2  | 9  | 158 | 258 |

#### Resultado
| Fecha   | Encuentro                                                                       | Resultado | Set   | Set   | Set   | Set   | Set  | Puntuación total |
| Fecha   | Encuentro                                                                       | Resultado | 1     | 2     | 3     | 4     | 5    | Puntuación total |
| ------- | ------------------------------------------------------------------------------- | --------- | ----- | ----- | ----- | ----- | ---- | ---------------- |
| 5-02-14 | Club Atlético Boca Juniors - Universidad Metropolitana de Asunción              | 3-0       | 25-15 | 25-15 | 25-12 |       |      | 75-42            |
| 5-02-14 | Osasco Voleibol Clube - Club Universitario San Francisco Xavier                 | 3-0       | 25-13 | 25-5  | 25-8  |       |      | 75-26            |
| 6-02-14 | Club Atlético Boca Juniors - Club Universitario San Francisco Xavier            | 3-0       | 25-16 | 25-18 | 25-11 |       |      | 75-45            |
| 6-02-14 | Osasco Voleibol Clube - Universidad Metropolitana de Asunción                   | 3-0       | 25-8  | 25-6  | 25-12 |       |      | 75-26            |
| 7-02-14 | Universidad Metropolitana de Asunción - Club Universitario San Francisco Xavier | 2-3       | 25-20 | 25-23 | 16-25 | 15-25 | 9-15 | 90-108           |
| 7-02-14 | Osasco Voleibol Clube - Club Atlético Boca Juniors                              | 3-0       | 25-17 | 25-19 | 25-19 |       |      | 75-55            |

### Grupo B

#### Clasificación
| Pos | Equipo                       | PJ | PG | PP | SG | SP | PA  | PP  |
| --- | ---------------------------- | -- | -- | -- | -- | -- | --- | --- |
| 1   | Sesi São Paulo               | 3  | 3  | 0  | 9  | 0  | 225 | 109 |
| 2   | Club Liga Nacional           | 3  | 2  | 1  | 6  | 3  | 202 | 175 |
| 3   | Club Ado                     | 3  | 1  | 2  | 3  | 7  | 183 | 224 |
| 4   | Club Universidad Politécnico | 3  | 0  | 3  | 1  | 9  | 145 | 247 |

#### Resultado
| Fecha   | Encuentro                                         | Resultado | Set   | Set   | Set   | Set   | Set | Puntuación total |
| Fecha   | Encuentro                                         | Resultado | 1     | 2     | 3     | 4     | 5   | Puntuación total |
| ------- | ------------------------------------------------- | --------- | ----- | ----- | ----- | ----- | --- | ---------------- |
| 5-02-14 | Club Liga Nacional - Club Ado                     | 3-0       | 25-17 | 25-14 | 25-22 |       |     | 75-53            |
| 5-02-14 | Sesi São Paulo - Club Universidad Politécnico     | 3-0       | 25-9  | 25-9  | 25-6  |       |     | 75-24            |
| 6-02-14 | Club Liga Nacional - Club Universidad Politécnico | 3-0       | 25-12 | 25-17 | 25-18 |       |     | 75-47            |
| 6-02-14 | Sesi São Paulo - Club Ado                         | 3-0       | 25-11 | 25-11 | 25-11 |       |     | 75-33            |
| 7-02-14 | Club Ado - Club Universidad Politécnico           | 3-1       | 22-25 | 25-19 | 25-16 | 25-14 |     | 97-74            |
| 7-02-14 | Sesi São Paulo - Club Liga Nacional               | 3-0       | 25-16 | 25-18 | 25-18 |       |     | 75-52            |

## Ronda final
|  | Semifinales                | Semifinales       |                       |                | Final             | Final             |  |
|  | 8-02-14 São Paulo          | 8-02-14 São Paulo |                       |                | 9-02-14 São Paulo | 9-02-14 São Paulo |  |
|  |                            |                   |                       |                |                   |                   |  |
|  |                            |                   |                       |                |                   |                   |  |
|  | Sesi São Paulo             | 3                 |                       |                |                   |                   |  |
|  | Sesi São Paulo             | 3                 |                       |                |                   |                   |  |
|  | Club Atlético Boca Juniors | 0                 |                       |                |                   |                   |  |
|  | Club Atlético Boca Juniors | 0                 |                       | Sesi São Paulo | 3                 |                   |  |
|  |                            |                   |                       | Sesi São Paulo | 3                 |                   |  |
|  |                            |                   | Osasco Voleibol Clube | 0              |                   |                   |  |
|  | Club Liga Nacional         | 0                 | Osasco Voleibol Clube | 0              |                   |                   |  |
|  | Club Liga Nacional         | 0                 |                       |                |                   |                   |  |
|  | Osasco Voleibol Clube      | 3                 |                       |                |                   |                   |  |
|  | Osasco Voleibol Clube      | 3                 |                       |                |                   |                   |  |
|  |                            |                   |                       |                |                   |                   |  |

### Semifinales
| Fecha   | Encuentro                                                            | Resultado | Set   | Set   | Set   | Set | Set | Puntuación total |
| Fecha   | Encuentro                                                            | Resultado | 1     | 2     | 3     | 4   | 5   | Puntuación total |
| ------- | -------------------------------------------------------------------- | --------- | ----- | ----- | ----- | --- | --- | ---------------- |
| 8-02-14 | Universidad Metropolitana de Asunción - Club Universidad Politécnico | 0-3       | 12-25 | 16-25 | 8-25  |     |     | 36-75            |
| 8-02-14 | Club Universitario San Francisco Xavier - Club Ado                   | 0-3       | 20-25 | 16-25 | 15-25 |     |     | 51-75            |
| 8-02-14 | Club Atlético Boca Juniors - Sesi São Paulo                          | 0-3       | 11-25 | 13-25 | 18-25 |     |     | 42-75            |
| 8-02-14 | Osasco Voleibol Clube - Club Liga Nacional                           | 3-0       | 25-22 | 25-18 | 25-20 |     |     | 75-60            |

### Partido por el3.erpuesto
| Fecha   | Encuentro                                       | Resultado | Set   | Set   | Set   | Set | Set | Puntuación total |
| Fecha   | Encuentro                                       | Resultado | 1     | 2     | 3     | 4   | 5   | Puntuación total |
| ------- | ----------------------------------------------- | --------- | ----- | ----- | ----- | --- | --- | ---------------- |
| 9-02-14 | Club Atlético Boca Juniors - Club Liga Nacional | 3-0       | 26-24 | 25-15 | 25-18 |     |     | 76-57            |

### Final
| Fecha   | Encuentro                              | Resultado | Set   | Set   | Set   | Set | Set | Puntuación total |
| Fecha   | Encuentro                              | Resultado | 1     | 2     | 3     | 4   | 5   | Puntuación total |
| ------- | -------------------------------------- | --------- | ----- | ----- | ----- | --- | --- | ---------------- |
| 9-02-14 | Sesi São Paulo - Osasco Voleibol Clube | 3-0       | 25-21 | 25-21 | 25-16 |     |     | 75-58            |

## Clasificación final
| Pos | Equipo                                  |
| --- | --------------------------------------- |
| 1   | Sesi São Paulo                          |
| 2   | Osasco Voleibol Clube                   |
| 3   | Club Atlético Boca Juniors              |
| 4   | Club Liga Nacional                      |
| 5   | Club Ado                                |
| 6   | Club Universitario San Francisco Xavier |
| 7   | Club Universidad Politécnico            |
| 8   | Universidad Metropolitana de Asunción   |